# Matiné
En matiné (av det franska ordet matin, 'morgon') är en tidig föreställning (till skillnad från en kvällsföreställning) på till exempel en biograf, teater eller TV. Motsvarande nattföreställningar kallas vardagligt eller skämtsamt nattiné.